# Antonio Rogelio Robledo
Antonio Rogelio Robledo (13 de junho de 1916 - 2 de agosto de 1975), mais conhecido como Robledo, foi um pianista e compositor argentino que atuou em São Paulo a partir da década de 1950. Foi responsável pelo grupo Robledo e Seu Conjunto.

## Biografia
Nascido em Córdoba, mudou-se para Buenos Aires em 1937, atuando no trio de Barry Moral. Ainda na Argentina, integrou o quinteto de Oscar Alemán, gravando o álbum 'Oscar Aleman Y Su Quinteto De Swing'. Imigrou ao Brasil em 1944 para atuar na Orquestra de Jorge Fazzoli, no Balneário Hotel de Santos. Foi amigo e parceiro do sambista Caco Velho. Recebeu o Prêmio Roquete Pinto de 1957 pela atuação de destaque no rádio e televisão.

## Robledo e Seu Conjunto
Devido a popularidade, o conjunto era requisitado por clubes e sociedades em diversas cidades do Brasil. Participou de programas de televisão em todas as emissoras brasileiras, entre eles Noite de Gala.

## Discografia
- 1943: Oscar Aleman Y Su Quinteto De Swing - Buenos Aires
- 1955: Robledo's Bar - Columbia
- 1956: Robledo E Seu Conjunto De Boite - Columbia
- 1957: Robledo no Claridge – RGE
- 1958: Pour Elise - Columbia
- 1958: Dance com Robledo e Seu Conjunto – Rozenblit
- 1959: Dance com Robledo e Seu Conjunto - Volume II – Rozenblit
- 1969: As 14 De Sempre: The Magic Strings Of Robledo And His Piano - RCA